# Lista de papas por país

Brasão da Santa Sé.

Esta página é uma lista de papas por país de origem. Eles estão listados em ordem cronológica dentro de cada seção.
Como o ofício de papa existe há quase dois milênios, muitos dos países de origem dos papas não existem mais, e por isso eles são agrupados sob seus equivalentes modernos.

## Visão geral
Houve 267 papas ao longo da história:
- 217 da Itália (incluindo todos os papas com os nomes Paulo, Bonifácio e Pio)
- 17 da França (Papa Silvestre II, Papa Leão IX, Papa Estêvão IX, Papa Nicolau II, Papa Urbano II, Papa Calisto II, Papa Urbano IV, Papa Clemente IV, Papa Inocêncio V, Papa Martinho IV, Papa Clemente V, Papa João XXII, Papa Bento XII, Papa Clemente VI, Papa Inocêncio VI, Papa Urbano V e Papa Gregório XI)
- 9 da Grécia (Papa Anacleto, Papa Higino, Papa Eleutério e Papa Sisto II, Papa Telésforo, Papa Antero, Papa Zósimo, Papa João VI e Papa João VII)
- 7 da Província Síria, na atual Síria (Papa Pedro, Papa Aniceto, Papa João V, Papa Sérgio I, Papa Sisínio, Papa Constantino e Papa Gregório III)[a]
- 4 do Sacro Império Romano-Germânico na atual Alemanha ou República Federal da Alemanha (Papa Clemente II, Papa Dâmaso II, Papa Vítor II e Papa Bento XVI)
- 3 da Terra Santa, Israel e Palestina contemporâneos (Papa Pedro, Papa Evaristo e Papa Teodoro I)[a]
- 3 da África Proconsular[1] na atual Tunísia (Papa Vítor I, Papa Melquíades, Papa Gelásio I)
- 2 da Dalmácia na atual Croácia (Papa Caio e Papa João IV)
- 2 da Espanha (Papa Calisto III e Papa Alexandre VI)
- 2 de Portugal (Papa Dâmaso I e Papa João XXI)
- 2 da Anatólia na atual Turquia (Papa Cónon e Papa João VI)
- 1 do Sacro Império Romano-Germânico na atual Áustria (Papa Gregório V)
- 1 do Sacro Império Romano-Germânico nos atuais Países Baixos (Papa Adriano VI)
- 1 da Inglaterra (Papa Adriano IV)
- 1 da Polônia (Papa João Paulo II)
- 1 da Argentina (Papa Francisco)
- 1 dos Estados Unidos que obteve dupla cidadania com o Peru (Papa Leão XIV)

## Tabela de estatísticas
| Nacionalidade                                                               | Número de papas | Ano do último papado |
| --------------------------------------------------------------------------- | --------------- | -------------------- |
| África Proconsular (Império Romano)                                         | 3               | 496                  |
| Parte alemã do Sacro Império Romano-Germânico Alemanha moderna              | 6               | 2013                 |
| Argentina                                                                   | 1               | 2025                 |
| Ásia Menor                                                                  | 2               | 705                  |
| Croácia (Reino Lombardo) Dalmácia                                           | 2               | 642                  |
| Espanha (Valência na Coroa de Aragão)                                       | 2               | 1503                 |
| Estados Unidos                                                              | 1               | atual                |
| Reino da França (medieval) Parte francesa do Sacro Império Romano-Germânico | 16              | 1378                 |
| Grécia romana e Grécia bizantina                                            | 4               | 258                  |
| Inglaterra                                                                  | 1               | 1159                 |
| Península Itálica (veja a tabela abaixo)                                    | 217             | 1978                 |
| Galileia romana Província da Judeia (Império Romano) Palestina bizantina    | 3               | 649                  |
| Parte holandesa do Sacro Império Romano-Germânico                           | 1               | 1523                 |
| Peru                                                                        | 1               | atual                |
| Polônia                                                                     | 1               | 2005                 |
| Lusitânia (Império Romano) e Portugal                                       | 2               | 1277                 |
| Síria romana e Síria bizantina                                              | 5               | 741                  |
| Total                                                                       | 266             |                      |

## Papas do Império Romano do Ocidente e do Oriente

### Itália bizantina
- Papa Pelágio I (556–561)
- Papa João III (561–574)
- Papa Pelágio II (579–590)
- Papa Gregório I (590–604)
- Papa Sabiniano (604–606)
- Papa Bonifácio III (607)
- Papa Bonifácio IV (608–615)
- Papa Adeodato I (615–618)
- Papa Bonifácio V (619–625)
- Papa Honório I (625–638)
- Papa Severino (636–640)
- Papa Martinho I (649–653)
- Papa Eugênio I (654–657)
- Papa Vitaliano (657–672)
- Papa Adeodato II (672–676)
- Papa Dono (676–678)
- Papa Agatão (678–681)
- Papa Leão II (682–683)
- Papa Bento I (575–579)
- Papa Bento II (684–685)
- Papa Sérgio I (687–701)
- Papa Gregório II (715–731)
- Papa Zacarias (741–752)
- Papa Estêvão II (752–757)
- Papa Estêvão III (768–772)
- Papa Estêvão IV (816–817)

### Sicília bizantina
- Papa Cónon (686–687)

### Grécia
- Papa Telésforo (126–137)
- Papa Higino (c. 138 – c. 140)
- Papa Eleutério (174/175–189)
- Papa Antero (235–236)
- Papa Sisto II (257–258)
- Papa Zósimo (417–418)
- Papa João VI (701–705)
- Papa João VII (705–707)

### Província da Lusitânia
Lusitânia corresponde ao atual Portugal.
- Papa Dâmaso I (366–384)

### África romana

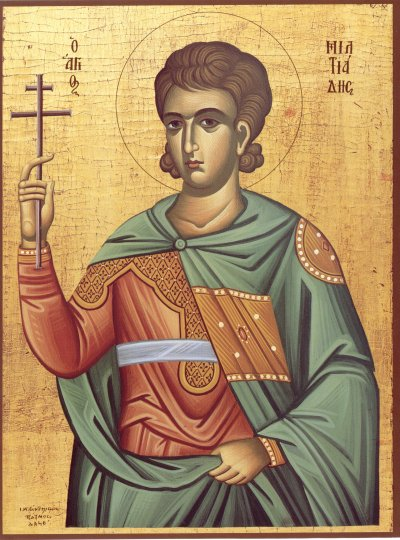
Papa africano romano Melquíades.

Esses papas são da província romana da África, que corresponde às partes costeiras da Tunísia, Líbia e Argélia.
- Papa Vítor I (189–199)
- Papa Melquíades (311–314)
- Papa Gelásio I (492–496)

### Síria romana e bizantina
- Papa Aniceto (c. 154–167)
- Papa João V (685–686)
- Papa Sisínio (708)
- Papa Constantino (708–715)
- Papa Gregório III (731–741)

### Dalmácia romana
Na época, a Dalmácia fazia parte dos Impérios Romano e Bizantino. Atualmente, faz parte da moderna República da Croácia.
- Papa Caio (283–296)
- Papa João IV (640–642)

### Galileia romana e Província da Judeia
- São Pedro (c. 30 – c. 67); natural de Betsaida, nas atuais Colinas de Golã
- Papa Evaristo (c. 99 – c. 107); natural de Belém, na atual Cisjordânia
- Papa Teodoro I (642–649); natural de Jerusalém

### Itália romana
- Papa Lino (64/67(?)–76/79 (?))
- Papa Anacleto (76/79(?)–88)
- Papa Clemente I (88/92–97/101)
- Papa Alexandre I (c.106–c.115)
- Papa Sisto I (117/119(?)–126/128(?)
- Papa Pio I (c. 140 – c. 154)
- Papa Sotero (c. 166 – 174/175)
- Papa Zeferino (199–217)
- Papa Calisto I (c. 217 – 222)
- Papa Ponciano (230–235)
- Papa Urbano I (222–230)
- Papa Fabiano (236–250)
- Papa Cornélio (251–253)
- Papa Lúcio I (253–254)
- Papa Estêvão I (254–257)
- Papa Félix I (269–274)
- Papa Eutiquiano (275–283)
- Papa Marcelino (296–304?)
- Papa Marcelo I (308–309)
- Papa Eusébio (309/310)
- Papa Silvestre I (314–335)
- Papa Marcos (336)
- Papa Júlio I (337–352)
- Papa Libério (352–366)
- Papa Sirício (384–399)
- Papa Anastácio I (399–401)
- Papa Inocêncio I (401–417)
- Papa Bonifácio I (418–422)
- Papa Celestino I (422–432)
- Papa Sisto III (432–440)
- Papa Leão I (440–461)
- Papa Hilário (461–468)
- Papa Simplício (468–483)
- Papa Félix III (483–492)
- Papa Anastácio II (496–498)
- Papa Símaco (498–514)
- Papa Silvério (536–537)

## Papas desde a Idade Média
O conceito atual de soberania surgiu após a Paz de Vestfália de 1648, conhecido coletivamente como soberania vestfaliana. No entanto, alguns historiadores têm argumentado contra isso, sugerindo que tais visões surgiram durante os séculos XIX e XX em relação a preocupações com a soberania da época.

### Alemanha
- Papa Bento XVI (2005–2013)

### Argentina
- Papa Francisco (2013–2025)

### Espanha
O Reino de Valência era então parte das possessões da Coroa de Aragão; hoje faz parte da Espanha moderna.
- Papa Calisto III (1455–1458)
- Papa Alexandre VI (1492–1503)

### Estados Unidos
- Papa Leão XIV (desde 2025)[b]

### França
A ascendência papal não italiana mais comum é a francesa. Dezesseis papas tiveram ascendência francesa, todos na segunda metade da Idade Média. Os sete papas indicados do Papado de Avinhão eram todos franceses. Desde o fim do Papado de Avinhão, nenhum francês foi eleito papa.

#### Reino da França (medieval)

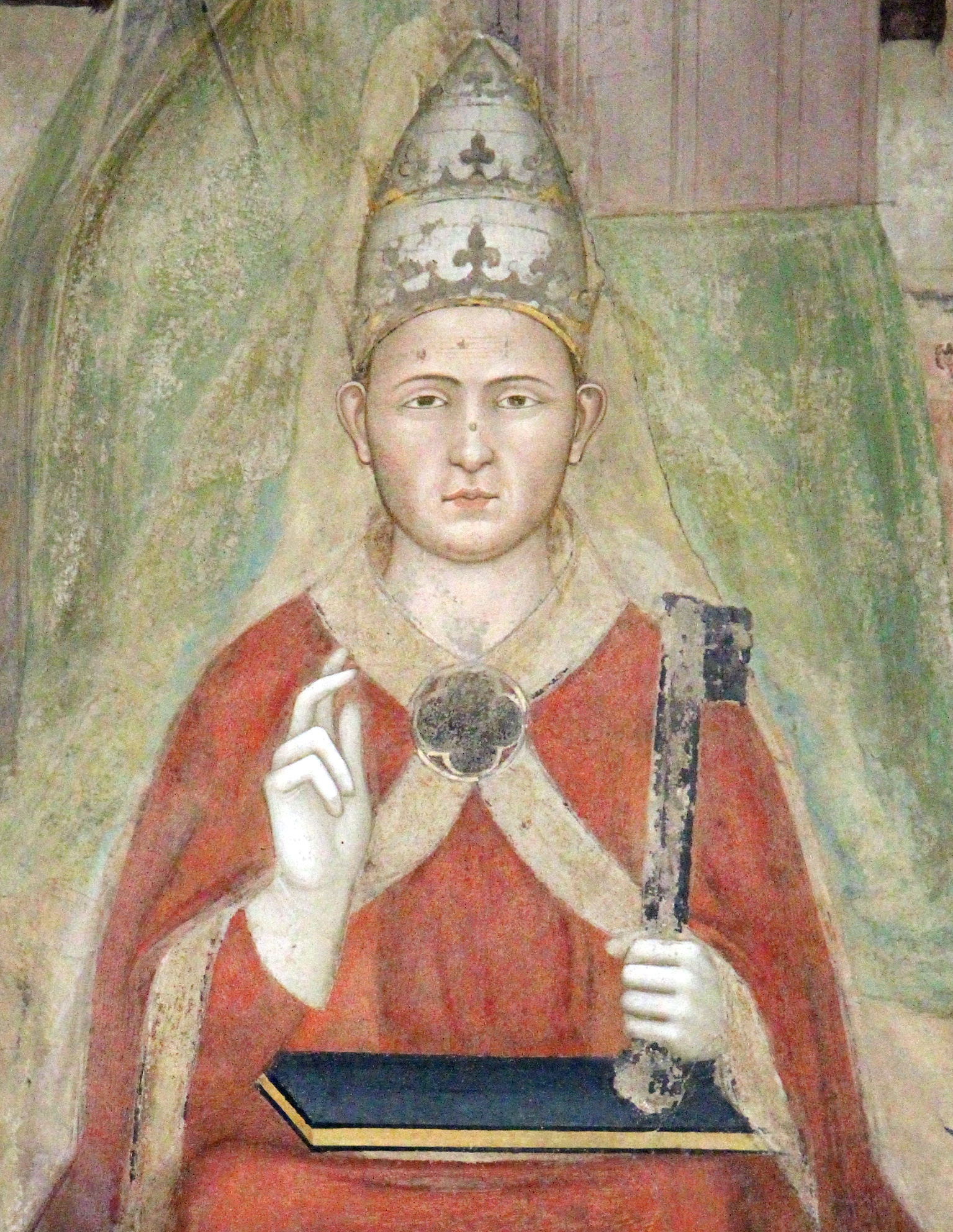
O papa francês Clemente V

- Papa Silvestre II (999–1003): Gerbert de Aurillac
- Papa Urbano II (1088–1099): Oto de Lagery (ou Otto ou Odo)
- Papa Urbano IV (1261–1264): Jacques Pantaléon
- Papa Clemente IV (1265–1268): Guy Foulques
- Papa Martinho IV (1281–1285): Simon de Brie
- Papa Clemente V (1305–1314): Bertrand de Got (A)
- Papa João XXII (1316–1334): Jacques d'Euse (A)
- Papa Bento XII (1334–1342): Jacques Fournier (A)
- Papa Clemente VI (1342–1352): Pierre Roger (A)
- Papa Inocêncio VI (1352–1362): Stephen Aubert (A)
- Papa Urbano V (1362–1370): Guillaume de Grimoard (A)
- Papa Gregório XI (1370–1378): Pierre Roger de Beaufort (A)

#### Sacro Império Romano
- Papa Gregório V (996–999) (Ducado da Caríntia)
- Papa Clemente II (1046–1047) (Ducado da Saxônia)
- Papa Dâmaso II (1048) (Ducado da Baviera)
- Papa Leão IX (1049–1054) (Alsácia, Ducado da Suábia): Bruno, Conde de Dagsburg
- Papa Vítor II (1055–1057) (Ducado da Suábia)
- Papa Estêvão IX (1057–1058) (Ducado da Lorena): Frederico de Lorena
- Papa Nicolau II (1059–1061) (Reino da Borgonha): Geraldo de Borgonha
- Papa Calisto II (1119–1124) (Condado da Borgonha): Guido de Vienne
- Papa Inocêncio V (1276) (Reino de Arles): Pierre de Tarentaise

### Inglaterra
A Inglaterra faz parte do moderno Reino Unido.
- Papa Adriano IV (1154–1159)

### Itália
A Itália, desde o início da Idade Média até a proclamação do Reino da Itália, foi dividida em inúmeras cidades-estados e outras entidades políticas. Entre elas, os Estados Papais foram o berço da maioria dos papas. Outros Estados italianos onde nasceram mais papas foram a República de Veneza, o Reino de Nápoles, a República de Gênova, o Ducado de Milão e a República Florentina e seu sucessor, o Grão-Ducado da Toscana.

#### Reino Ostrogótico
- Papa Hormisdas (514–523)
- Papa João I (523–526)
- Papa Félix IV (526–530)
- Papa Bonifácio II (530–532)
- Papa João II (533–535)
- Papa Agapito I (535–536)
- Papa Vigílio (537–555)

#### Estados Papais
- Papa Paulo I (757–767)
- Papa Adriano I (772–795)
- Papa Leão III (795–816)
- Papa Pascoal I (817–824)
- Papa Eugênio II (824–827)
- Papa Valentino (827)
- Papa Gregório IV (827–844)
- Papa Sérgio II (844–847)
- Papa Leão IV (847–855)
- Papa Bento III (855–858)
- Papa Nicolau I (858–867)
- Papa Adriano II (867–872)
- Papa João VIII (872–882)
- Papa Marinho I (882–884)
- Papa Adriano III (884–885)
- Papa Estêvão V (885–891)
- Papa Formoso (891–896)
- Papa Bonifácio VI (896)
- Papa Estêvão VI (896–897)
- Papa Romano (897)
- Papa Teodoro II (897)
- Papa João IX (898–900)
- Papa Bento IV (900–903)
- Papa Leão V (903)
- Papa Sérgio III (904–911)
- Papa Anastácio III (911–913)
- Papa Lando (913–914)
- Papa João X (914–928)
- Papa Leão VI (928)
- Papa Estêvão VII (928–931)
- Papa João XI (931–935)
- Papa Leão VII (936–939)
- Papa Marinho II (942–946)
- Papa Agapito II (946–955)
- Papa João XII (955–964)
- Papa Bento V (964)
- Papa Leão VIII (963–965)
- Papa João XIII (965–972)
- Papa Bento VI (973–974)
- Papa Bento VII (974–983)
- Papa João XV (985–996)
- Papa João XVII (1003)
- Papa João XVIII (1004–1009)
- Papa Sérgio IV (1009–1012)
- Papa Bento VIII (1012–1024)
- Papa João XIX (1024–1032)
- Papa Bento IX (1032–1048)
- Papa Silvestre III (1045)
- Papa Gregório VI (1045–1046)
- Papa Pascoal II (1099–1118)
- Papa Honório II (1124–1130)
- Papa Inocêncio II (1130–1143)
- Papa Celestino II (1143–1144)
- Papa Lúcio II (1144–1145)
- Papa Anastácio IV (1153–1154)
- Papa Gregório VIII (1187)
- Papa Clemente III (1187–1191)
- Papa Celestino III (1191–1198)
- Papa Inocêncio III (1198–1216)
- Papa Honório III (1216–1227)
- Papa Gregório IX (1227–1241)
- Papa Alexandre IV (1254–1261)
- Papa Nicolau III (1277–1280)
- Papa Honório IV (1285–1287)
- Papa Nicolau IV (1288–1292)
- Papa Bonifácio VIII (1294–1303)
- Papa Martinho V (1417–1431)
- Papa Paulo III (1534–1549)
- Papa Júlio III (1550–1555)
- Papa Marcelo II (1555)
- Papa Gregório XIII (1572–1585)
- Papa Sisto V (1585–1590)
- Papa Urbano VII (1590)
- Papa Inocêncio IX (1591)
- Papa Clemente VIII (1592–1605)
- Papa Paulo V (1605–1621)
- Papa Gregório XV (1621–1623)
- Papa Inocêncio X (1644–1655)
- Papa Clemente X (1670–1676)
- Papa Clemente XI (1700–1721)
- Papa Inocêncio XIII (1721–1724)
- Papa Bento XIV (1740–1758)
- Papa Clemente XIV (1769–1774)
- Papa Pio VI (1775–1799)
- Papa Pio VII (1800–1823)
- Papa Leão XII (1823–1829)
- Papa Pio VIII (1829–1830)
- Papa Pio IX (1846–1878)
- Papa Leão XIII (1878–1903)

#### Reino de Nápoles
- Papa Urbano VI (1378–1389)
- Papa Bonifácio IX (1389–1404)
- Papa Inocêncio VII (1404–1406)
- Papa Paulo IV (1555–1559)
- Papa Inocêncio XII (1691–1700)
- Papa Bento XIII (1724–1730)

#### Itália no Sacro Império Romano
- Papa João XIV (983–984)
- Papa Alexandre II (1061–1073)
- Papa Gregório VII (1073–1085)
- Papa Eugênio III (1145–1153)
- Papa Alexandre III (1159–1181)
- Papa Lúcio III (1181–1185)
- Papa Urbano III (1185–1187)
- Papa Celestino IV (1241)
- Papa Gregório X (1271–1276)
- Papa Bento XI (1303–1304)

#### República de Gênova
- Papa Inocêncio IV (1243–1254)
- Papa Adriano V (1276)
- Papa Nicolau V (1447–1455)
- Papa Sisto IV (1471–1484)
- Papa Inocêncio VIII (1484–1492)
- Papa Júlio II (1503–1513)

#### República de Veneza

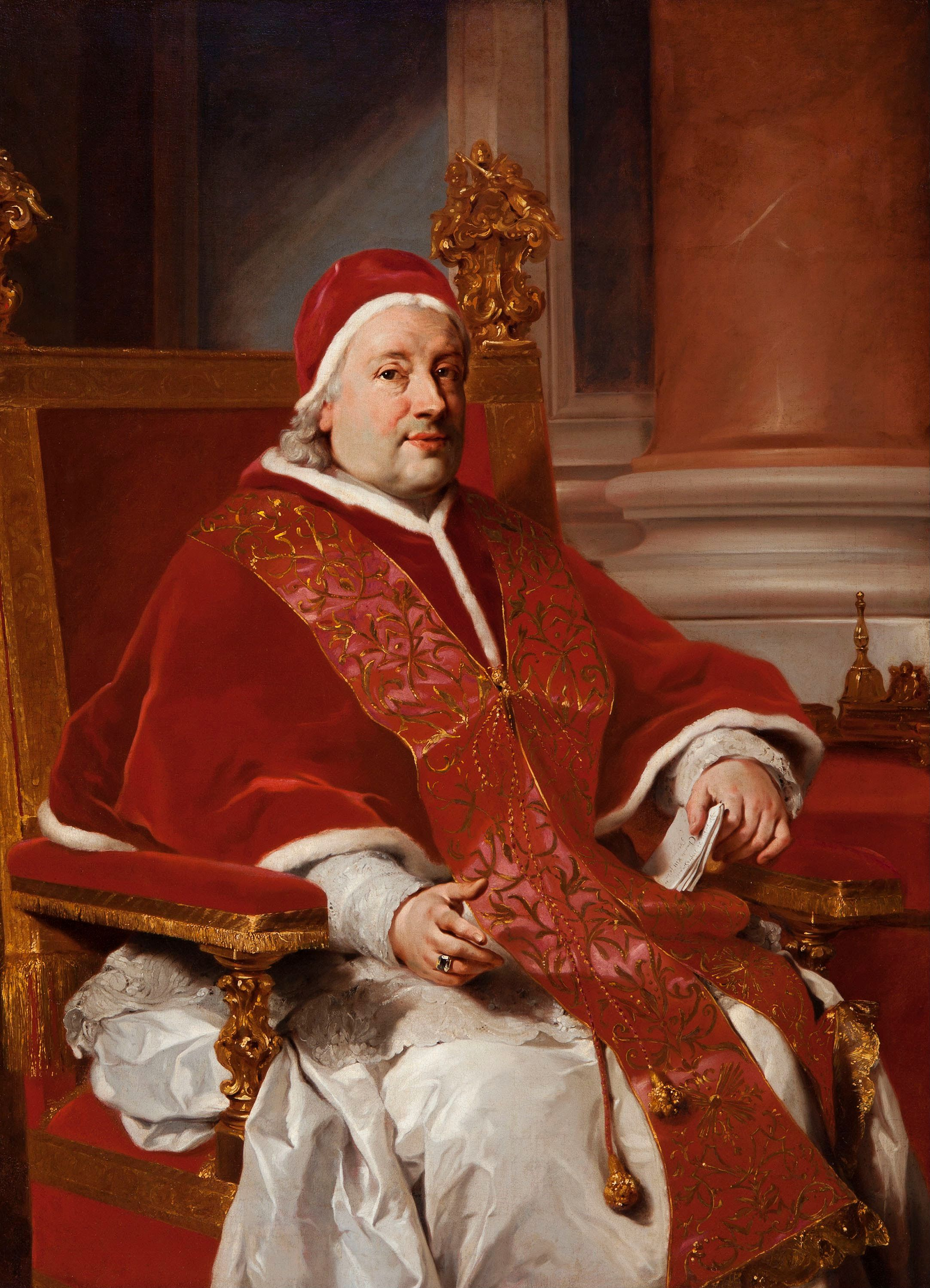
Papa veneziano Clemente XIII

- Papa Gregório XII (1406–1415)
- Papa Eugênio IV (1431–1447)
- Papa Paulo II (1464–1471)
- Papa Alexandre VIII (1689–1691)
- Papa Clemente XIII (1758–1769)
- Papa Gregório XVI (1831–1846)

#### República de Florença, Ducado de Florença, Grão-Ducado da Toscana
- Papa Leão X (1513–1521)
- Papa Clemente VII (1523–1534)
- Papa Leão XI (1605)
- Papa Urbano VIII (1623–1644)
- Papa Alexandre VII (1655–1667)
- Papa Clemente IX (1667–1669)
- Papa Clemente XII (1730–1740)

#### Ducado de Milão
- Papa Pio IV (1559–1565)
- Papa Pio V (1566–1572)
- Papa Gregório XIV (1590–1591)
- Papa Inocêncio XI (1676–1689)

#### Outros Estados italianos
- Papa Vítor III (1086–1087) (Ducado de Benevento)
- Papa Gelásio II (1118–1119) (Ducado de Gaeta)
- Papa Celestino V (1294) (Reino da Sicília)
- Papa Pio II (1458–1464) (República de Siena)
- Papa Pio III (1503) (República de Siena)

#### Reino da Itália (1861–1946)
- Papa Pio X (1903–1914)
- Papa Bento XV (1914–1922)
- Papa Pio XI (1922–1939)
- Papa Pio XII (1939–1958)

#### República Italiana
- Papa Pio XII (1939–1958)
- Papa João XXIII (1958–1963)
- Papa Paulo VI (1963–1978)
- Papa João Paulo I (1978)

### Países Baixos
- Papa Adriano VI (1522–1523) (Bispado de Utrecht)

### Peru
- Papa Leão XIV (desde 2025)

### Polônia
- Papa João Paulo II (1978–2005)

### Portugal
- Papa João XXI (1276–1277) (Reino de Portugal)